# Josip Katalinski
Josip Katalinski (Sarajevo, 2. svibnja 1948. – Sarajevo, 9. lipnja 2011.), jugoslavenski nogometni reprezentativac i proslavljeni nogometaš sarajevskog Željezničara.

## Karijera
Nogomet je počeo igrati u ilidžanskom Igmanu odakle 1964. prelazi u Željezničar. Za Željezničar je do 1975. kada prelazi u OGC Nice odigrao 230 prvenstvenih utakmica i pritom postigao 32 pogotka. U Francuskoj je igrao tri godine, te je za Nicu upisao 103 nastupa i 28 pogodaka. Zbog ozljede je 1978. završio karijeru.
Za reprezentaciju Jugoslavije debitirao je 14. lipnja 1972. na prijateljskoj utakmici s Venezuelom (10:0) u brazilskoj Curitibi. Na istoj utakmici zabio je i svoj prvi od deset reprezentativnih pogodaka. Za reprezentaciju je nastupio u ukupno 42 utakmice.

### Uspjesi
Klupski:
- 1971./72. – Prvenstvo Jugoslavije s Željezničarom

Individualni:
- 1974. – Jugoslavenski nogometaš godine

## Vanjske poveznice
- Profil  Arhivirana inačica izvorne stranice od 2. travnja 2015. (Wayback Machine) na fifa.com